# Forumtheorie
De forumtheorie is een door Adriaan de Groot ontwikkelde theorie van het wetenschappelijk denken. De theorie biedt een oplossing voor het probleem dat het in de sociale wetenschappen welhaast onmogelijk is om vast te stellen wat waarheid is. Sociaal-wetenschappelijk onderzoek wordt al snel gekleurd door vooroordelen of theorieën, en volgens sommige wetenschappers is het onmogelijk om een objectieve waarheid te kennen doordat waarneming altijd gekleurd is door de cultuur en de sociale positie van de waarnemer.
De forumtheorie van De Groot erkent dat het niet mogelijk is om een objectieve waarheid eens en voor altijd onwrikbaar vast te leggen. Maar het is wel mogelijk om wetenschappelijke consensus te bereiken over dat wat op een bepaald moment voor waarheid moet worden gehouden. Die consensus wordt bereikt via een maatschappelijk debat in een wetenschappelijk forum, waar iedere ter zake deskundige aan moet kunnen deelnemen. De waarheid is volgens de forumtheorie het inzicht dat op een bepaald moment het beste te verdedigen is. De forumtheorie gaat er dus niet van uit dat de mening van een meerderheid gelijkstaat aan de waarheid.
De Groot introduceerde zijn forumtheorie in zijn boek Methodologie (1958). De Groots tweede oratie (Een minimale methodologie) uit 1971 bevatte een uitwerking.
De forumtheorie van De Groot ontving kritiek van wetenschapsfilosofen, die het in deze theorie verwoorde waarheidsbegrip conventionalistisch vonden. De Groot was echter van mening dat sociaal wetenschappers zich op geen hogere instantie konden beroepen dat het wetenschappelijk forum.